# سنجاب ۷۳۳۴
سیارک ۷۳۳۴ (به انگلیسی: 7334 Sciurus، نامگذاری:1988QV) هفت هزار و سیصد و سی و چهارمین سیارک کشف شده‌است که در ۱۷ اوت ۱۹۸۸ کشف شد.
قدر مطلق سیارک برابر ۱۳٫۷۰ است.